# Nele Brönner

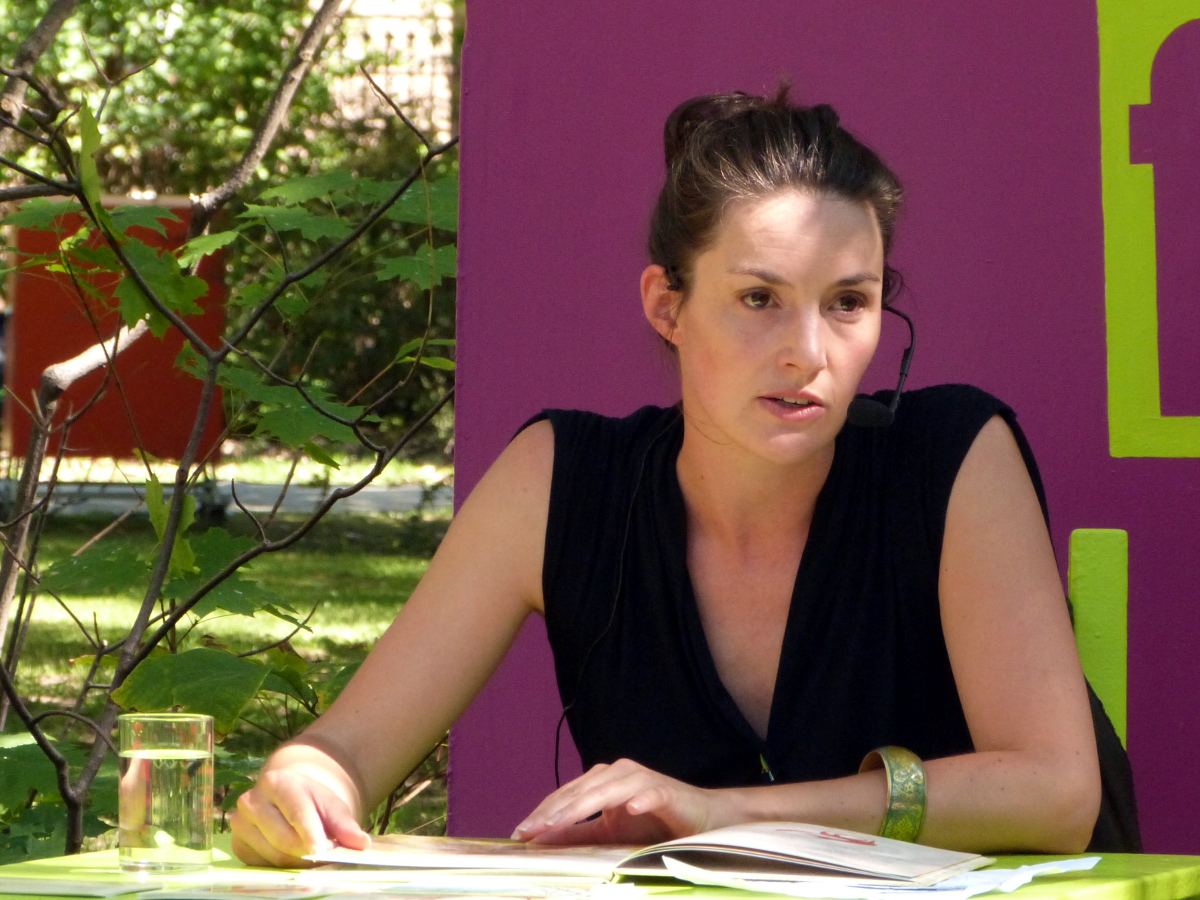
Nele Brönner auf dem Erlanger Poetenfest 2015

Nele Brönner (* 1977 in Marburg) ist eine deutsche Kinderbuchautorin, Illustratorin und Comiczeichnerin.

## Biographie
Nele Brönner wurde 1977 in Marburg geboren und studierte Visuelle Kommunikation an der Universität der Künste Berlin und der Accademia di Belle Arti di Brera in Mailand. Im Jahr 2008 schloss sie ihr Studium ab, seit 2013 arbeitet sie als freie Illustratorin und Autorin.
2015 gewann sie den Serafina-Nachwuchspreis für Kinder- und Jugendliteratur und wurde 2019 mit der Goldmedaille der Stiftung Buchkunst ausgezeichnet. Im Jahr 2020 war sie Stipendiatin des Goethe-Instituts und der UNESCO-Literaturstadt Reykjavík. Ebenfalls 2020 erhielt sie das Berliner Comicstipendium, die höchstdotierte Förderung für Comics in Deutschland. Die Arbeiten der Gewinner, mit denen sich die Stipendiaten um die Förderung beworben haben, werden von November 2020 bis Mai 2021 im Museum für Kommunikation Berlin präsentiert. Die Ausstellung findet in Zusammenarbeit mit dem Deutschen Comicverein statt, die Eröffnung erfolgte im Rahmen der Comicinvasion Berlin 2020. Einige ihrer Arbeiten wurden ins Englische übersetzt.
Seit dem 4. Dezember 2020 ist ihre Arbeit im Rahmen einer Ausstellung zu den Wechselwirkungen von Natur und Mensch im neu eröffneten Berliner U-Bahnhof Unter den Linden dauerhaft zu sehen. Die Wimmelbilder auf 16 Tafeln mit einer Größe von 6,2 mal 1,8 Metern visualisieren künstlerisch die Fragestellungen, die im geologischen Zeitalter des Anthropozän durch unterschiedliche Wissenschaftsbereiche behandelt werden. Die Ausstellung ist ein gemeinsames Projekt der Humboldt-Universität zu Berlin, der Schiel-Projektgesellschaft, der Ausstellungsagentur Studio TheGreenEyl und des Büros für prekäre Konzepte sowie von Nele Brönner.
Nele Brönner lebt und arbeitet in Berlin.

## Werke
- I AM THE ZOO / Candy – Geschichten vom inneren Biest. Mit Monika Rinck (Text). Verlag Peter Engstler, Ostheim/Rhön 2014, ISBN 978-3-941126-65-7.
- Affenfalle. Luftschacht Verlag, Wien 2015, ISBN 978-3-902844-57-6.
- Das Tigerei. NordSüd Verlag, Zürich 2018, ISBN 978-3314104312.
- Begel, der Egel. Luftschacht Verlag, Wien 2018, ISBN 978-3-903081-31-4.
- Zitronenkind. NordSüd Verlag Zürich 2020, ISBN 978-3-314-10524-1.
- Frosch will auch. Tulipan Verlag, München 2020, ISBN 978-3-86429-475-4.
  - Troisdorfer Bilderbuchpreis 2021 (1. Preis)
- Superglitzer gemeinsam mit Melanie Laibl, Luftschacht Verlag, Wien 2022, ISBN 978-3-903422-17-9
- Aali muss los gemeinsam mit Finn-Ole Heinrich und Dita Zipfel, illustriertes Kinderbuch, mairisch Verlag, Hamburg 2025, ISBN 978-3-948722-48-7

## Auszeichnungen
- 2023: Österreichischer Kinder- und Jugendbuchpreis für Superglitzer mit Melanie Laibl[12]